# Виноградский, Виталий Михайлович
Виталий Михайлович Виноградский (1925—2012) — советский и украинский писатель, журналист, член Национального союза писателей Украины (1975).

## Биография
Родился 24 октября 1925 в Лебедине. Участник Великой Отечественной войны (1941—1945), награждён орденом Трудового Красного Знамени, орденом Отечественной войны II степени и медалями.
Член КПСС с 1947 года. В 1958 году окончил Высшую партийную школу в Киеве. В 1950—1952 годах работал редактором газеты политотдела МТС в Ивано-Франковской области, в 1964—1975 годах — областной газеты «Прикарпатская правда», в 1975—1980 годах — газеты «Літературна Україна». По мнению другого члена НСПУ Василия Пазинича, за время работы главным редактором «Літературна Україна» Виноградский свёл издание до уровня обычной районной газеты. Её тогдашние писатели стали называть его «Виноградским соком». В 1980—1985 годах он был директором республиканского Дома писателей.
Печатался с 1947 года. Автор очерков «Сердце зовет» и «С любовью к людям» (оба — Ивано-Франковск, 1962); повестей о нефтяниках («Глубинные пути», Ужгород, 1966) и строителях химкомбината на Прикарпатье («Мера жизни», Киев, 1984), украинских контрразведчиков («Жди меня на рассвете» Киев, 1973); «И наступил рассвет» (Киев, 1979); документальной повести «Катина судьба» (Ужгород, 1967; русский перевод — «Дважды рождённая», Ужгород, 1976); романа «Поединок на переправе» (Львов, 1987, в соавторстве), за который получил третью Всесоюзную премию КГБ СССР.
Основная тематика творчества — трудовые подвиги советских граждан, дружба народов. В большинстве произведений рассказывается о подвигах советских чекистов в борьбе с вражеской разведкой, гитлеровцами. Отдельные его произведения посвящены борьбе советских чекистов с буржуазно-националистическим бандитизмом в дни Великой Отечественной войны и первые послевоенные годы.
Умер в 2012 году.

## Работы
- І настав світанок: повість / В. М. Виноградський. — Київ: Радянський письменник, 1979. — 264 с.
- Поєдинок на переправі: роман / В. М. Виноградський. — Львів: Каменяр, 1987. — 319 с: іл.
- Двічі народжені: повісті / В. М. Виноградський. — К. : Видавець Вадим Карпенко, 2002. — 216c. — ISBN 966-7833-43-7.